# Région hors-zone du Far West
La région hors-zone du Far West (en anglais : Unincorporated Far West Region) est une  vaste région (de la superficie de la Hongrie) qui ne possède pas le statut de zone d'administration locale en raison de la trop faible densité de population. Elle est située à l'ouest de la Nouvelle-Galles du Sud en Australie.
Elle comprend les localités de Milparinka, Silverton et Tibooburra.
La ville de Broken Hill, qui ne fait pas partie administrativement de la région, est enclavée au milieu de celle-ci.
En 2021, la population de l'aire statistique du Far West (comprenant la région hors-zone et le comté du Darling central) s'élevait à 2 288 habitants dont 1 725 pour le Darling central et 563 à l'extérieur de celui-ci.